# Венгейзен
Венгейзен (нід. Venhuizen, Нідерландською: [vɛnˈɦœyzə(n)] ( прослухати)) — село в нідерландській провінції Північна Голландія, на узбережжі Маркермера. Входить до муніципалітету Дрехтерланд.
Його площа становить 8,50 км², а населення станом на 2021 рік складало 4 310 осіб.
До 1 січня 2006 року мало статус окремого муніципалітету.

## Галерея

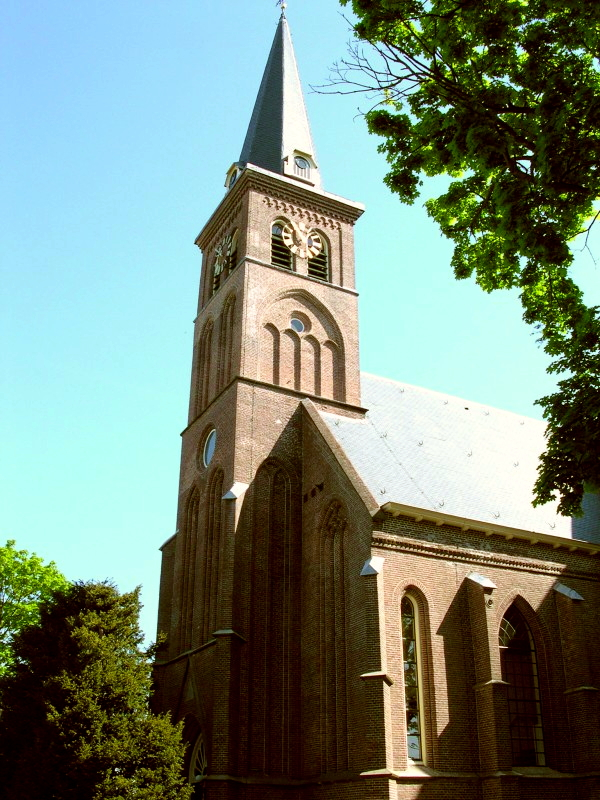
Реформистська церква
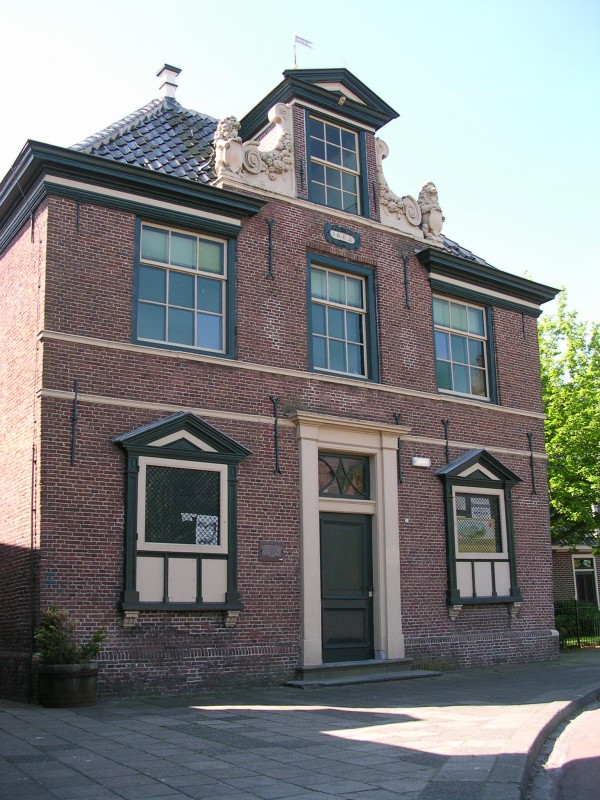
Будівля колишньої мерії
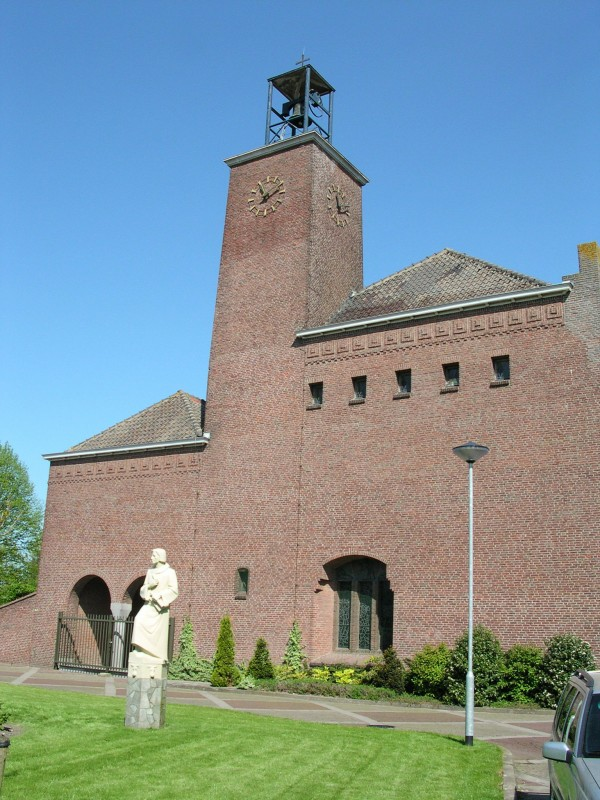
Церква св. Лукаса
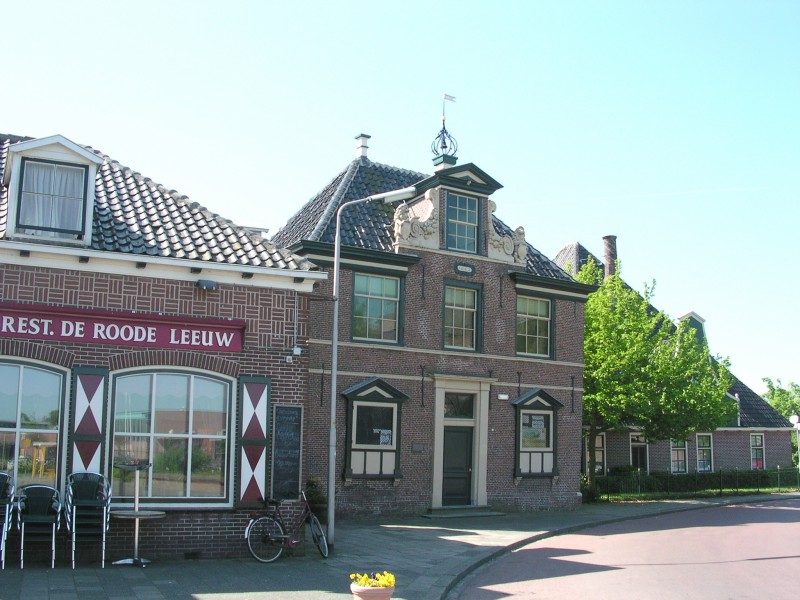
Ресторан у Венгейзені
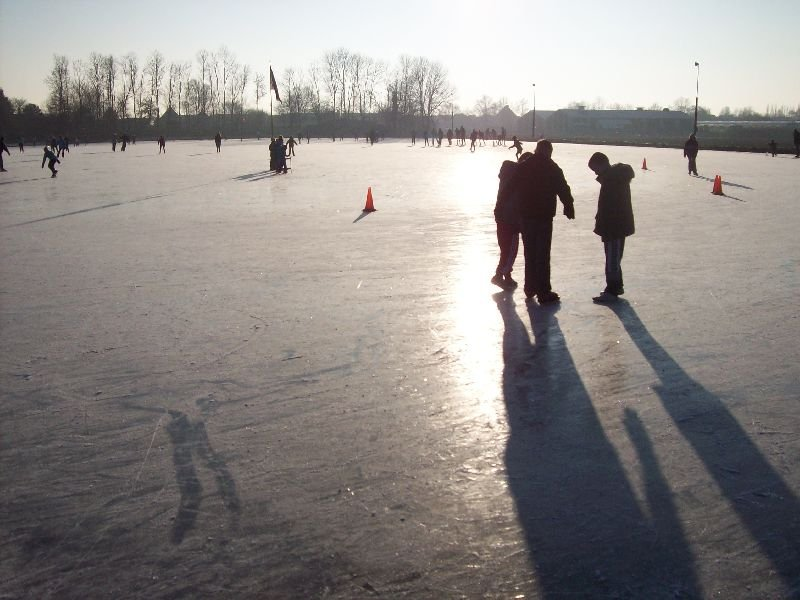
Ковзанка у селі